# V rašelinách
V rašelinách je přírodní rezervace, zahrnující několik rašelinišť vrchovištního a přechodového typu, s mocností vrstvy rašeliny do 2 metrů. Předmětem ochrany je přirozený ekosystém rašelinného boru s populací kříženců borovice lesní (Pinus sylvestris) a borovice blatky (Pinus rotundata).

## Popis oblasti
Přírodní rezervace se nachází asi 3 km severozápadně od železničního nádraží v Oloví v nadmořské výšce 664 – 676 metrů. Má výměru 23,19 ha a byla vyhlášena r. 1990. Horninové podloží je tvořeno fylity svatavského krystalinika. Území rezervace je jedním z mála krušnohorských rašelinišť, která nejsou dotčená těžbou. Nachází se na rozvodí Svatavy a Libockého potoka a je pramenným územím Libockého potoka.

### Flóra a fauna
Na území roste metlice trsnatá (Deschampsia caespitosa), třtina chloupkatá (Calamagrostis villosa), bezkolenec modrý (Molinia caerulea), vlochyně bahenní (Vaccinium uliginosum) a brusnice brusinka (Vaccinium vitis-idaea). Vyskytují se zde běžné druhy ptáků a savců. Na území však nebyl proveden ani orientační botanický a zoologický průzkum, fauna území je téměř neznámá.